# Cantonul Abbeville-Nord
Cantonul Abbeville-Nord este un canton din arondismentul Abbeville, departamentul Somme, regiunea Picardia, Franța.

## Comune
| Comune                 | Populație (1999) | Cod poștal    | Cod INSEE |
| ---------------------- | ---------------- | ------------- | --------- |
| Abbeville              | 24 567 (1)       | 80100 à 80109 | 80001     |
| Bellancourt            | 429              | 80132         | 80078     |
| Caours                 | 592              | 80132         | 80171     |
| Drucat                 | 861              | 80132         | 80260     |
| Grand-Laviers          | 372              | 80132         | 80385     |
| Neufmoulin             | 345              | 80132         | 80588     |
| Vauchelles-les-Quesnoy | 830              | 80132         | 80779     |